# Tamagrista
Tamagrista (łac. Diocesis Tamagristensis) – stolica historycznej diecezji w Cesarstwie rzymskim, w prowincji Mauretania Sitifense, zlikwidowana w VII w. podczas ekspansji islamskiej, współcześnie w północnej Algierii. Obecnie katolickie biskupstwo tytularne. Od 1982 biskupstwo to obejmuje Zdzisław Fortuniak, biskup pomocniczy poznański w latach 1982–2014.

## Biskupi
| Lp. | Biskup              | Funkcja                                 | Od               | Do               | Uwagi                     |
| --- | ------------------- | --------------------------------------- | ---------------- | ---------------- | ------------------------- |
| 1   | Willem Cobben       | emerytowany biskup Helsinek (Finlandia) | 29 czerwca 1967  | 18 września 1976 | zrezygnował               |
| 2   | Manuel Duran Moreno | biskup pomocniczy Los Angeles (USA)     | 20 grudnia 1976  | 12 stycznia 1982 | mianowany biskupem Tucson |
| 3   | Zdzisław Fortuniak  | biskup pomocniczy poznański             | 10 kwietnia 1982 |                  |                           |